# Vincenzo Cicala
Vincenzo o, più propriamente, Visconte Cicala (Genova, 1504 – Istanbul, dicembre 1564) è stato un corsaro e condottiero italiano della Repubblica di Genova appartenente ad una nobile ed antica famiglia viscomitale, i Cicala o Çigä in lingua genovese.
Ebbe una vita molto movimentata, partecipò a numerose imprese per mare a favore della Repubblica di Genova, della Cristianità e per proprio interesse personale. Ebbe diverse compagne sparse per il mediterraneo, genovesi, turche, greche, maltesi, montenegrine e siciliane, che gli diedero molti figli naturali, alcuni dei quali si resero valorosi e noti.

## Biografia
(Foglietta)

### Origini
Valentissimo e famosissimo lupo di mare genovese appartenente ad una nobile ed antica famiglia viscomitale, i Cicala o Çigä in lingua genovese, fu marinaio, capitano, condottiero, mercenario e corsaro del mar Mediterraneo. La sua infanzia non è molto documentata e la prima sua notizia certa ci perviene dalla battaglia di Portofino quando, poco più che ventenne, alla cattura del legno su cui era imbarcato sfugge tuffandosi armato di tutto punto e raggiungendo la salvezza a nuoto dimostrando sin da giovane il suo spirito tenace. Tra i suoi primi incarichi di prestigio è capitano di galere di proprietà di Andrea D'Oria e Giacomo Grimaldi. Partecipando nel 1538 alla conquista di Castelnuovo, alle bocche di Cattaro in Montenegro, cattura la figlia di un bey, la porta a Genova dove la fa battezzare con il nome di Lucrezia ricevendo poi da lei il figlio naturale Scipione Cicala; tra gli altri suoi eredi naturali da ricordare: Filippo.

### Imprese per la Repubblica di Genova
La sua carriera marinara iniziò nel mediterraneo sudorientale; in una vasta zona tra la Sardegna, Sicilia, Nord Africa, Malta, Egeo, Creta e Cipro, fu capitano al comando di Andrea nella flotta dei d'Oria, con i quali però ebbe parecchi alterchi e scontri perfino bellici. In un'occasione Antonio d'Oria lo ferisce quasi mortalmente. È comunque coinvolto e talvolta decisivo in azioni offensive dei genovesi, come nelle vittorie di Tunisi, Malta, Candia, Trapani, Favignana, Algeri, Maiorca, Cattaro ed altre incursioni contro i veneziani, barbareschi e turchi. Partecipa alla caccia e cattura del famigerato Dragut nei mari della Sicilia. Salva la vita al d'Oria presso il forte genovese di Djerba attaccato dai Veneziani perdendo alcuni figli e nipoti per difendere strenuamente e fedelmente la causa Genovese.

### Corsaro
Il Cicala gode di un permesso di guerra, riconosciuto sia dai Genovesi che dai Siciliani, che gli permette di agire in proprio, con l'unica condizione di non depredare i tesori cristiani. Questo non gli impedisce di prendere navi veneziane, siciliane, di fare parecchi schiavi e di depredare nell'Egeo chiunque gli capitasse a tiro, spesso utilizzando tecniche piratesche e senza farsi troppi scrupoli con le imbarcazioni di qualunque bandiera che non fosse quella genovese.

### Mercenario
La prima volta che ritroviamo il Cicala agire da mercenario è nel 1532 quando viene ingaggiato dal re di Tunisi Muley Hassan nelle battaglie contro il turco Barbarossa che imperversava in quel tratto di mare.
Spesso lo troveremo al soldo del Gonzaga, re di Sicilia per conto dell'imperatore Carlo V, con compiti di logistica in zone di guerra molto pericolose, ed incaricato di portare attacchi a sorpresa, grazie alla sua perizia marittima. In seguito è ingaggiato al soldo dei Cavalieri di Malta coi quali però ad un certo punto, non volendo spartire un bottino, si scontra in due cruente battaglie dagli esiti alterni.

### I Turchi
Antagonista per tutta la vita del comandante turco Dragut, viene però catturato con alcuni familiari, probabilmente nel 1560 durante una battaglia, dall'ammiraglio turco di origini calabresi Uluç Alì, detto Occhialì; poi è condotto a Tripoli con il figlio Scipione per servire sulle galere dell'Impero ottomano.

Vincenzo pagando un riscatto riesce a liberare se stesso e la famiglia in ostaggio ad Istanbul; Il figlio, rinnegato, si converte all'islam cambia il nome in Sinan Pascia, entra nel corpo dei Giannizzeri per poi divenire in seguito Comandante Generale (Capudan) della flotta turca; il futuro ammiraglio in capo Sinan Capudan Paşa partirà poi alla volta della Spagna. Vincenzo intanto libero, per un periodo alberga a Pera, il quartiere Genovese di Istanbul (Costantinopoli) sul Corno d'oro, meditando di rientrare alla sua dimora tra il 1534 ed il 1543 circa.

### La morte
Vincenzo muore a sessant'anni forse avvelenato a Costantinopoli mentre era in partenza per Messina, dove viene poi sepolto nella chiesa di San Domenico. I suoi resti verranno poi traslati nel 1848 in un ossario a causa di un incendio.